# Фёрстер, Тайсон
Тайсон Фёрстер (англ. Tyson Foerster; род. 18 января 2002, Аллистон, Онтарио) — канадский хоккеист, нападающий клуба национальной хоккейной лиги «Филадельфия Флайерз» (с 2022 года). Чемпион мира 2022 года среди молодёжных команд.

## Биография
Тайсон Фёрстер родился 18 января 2002 года в Канаде в семье Глена и Шери Фёрстер. В детстве помогал своим бабушке и дедушке на их овцеводческой ферме. В свой последний сезон в юниорской хоккейной лиге в составе «Барри Кольтс» Ферстер забил 20 голов и набрал 61 очко в 34 играх. Также сыграл в пяти матчах Кубка OHL, забив пять голов и набрав девять очков.

### Карьера в клубе
В 2020 году был выбран под общим 23-м номером командой «Филадельфия Флайерз» на драфте НХЛ и 14 октября 2020 года подписал с командой контракт начального уровня с эти клубом. 13 января 2021 года «Флайерз» перевели его в филиал AHL, тренировочный лагерь «Лихай Вэлли Фантомс». В своей первой игре за «Фантомов» 6 февраля 2021 года Фёрстер неловко столкнулся с игроком «Херши Бэрс», что привело к перелому большеберцовой кости. Пропустил несколько недель из-за травмы.
9 марта 2023 года Фёрстер дебютировал в НХЛ в составе «Флайерз» в матче против «Каролина Харрикейнз», где он провёл на льду около 14 минут, заблокировал три броска «Харрикейнз» и сам нанёс два броска по воротам Петра Кочеткова. Свою первую результативную передачу в НХЛ выполнил 17 марта в матче против «Баффало Сейбрз», а на следующий день, 18 марта, Фёрстер забил свой первый гол в НХЛ в ворота Фредерика Андерсена из «Харрикейнз». 26 марта, забив три гола в общей сложности в восьми сыгранных матчах, Ферстер был отдан обратно в аренду в «Фантомс».

## Карьера в сборной
В декабре 2021 года Фёрстер был вызван в состав молодёжной сборной Канады для участия в чемпионате мира. Его команда стала чемпионом мира, а сам он сыграл 7 матчей, забил 3 шайбы и выполнил 3 результативные передачи.
В 2025 году Тайсон Фёрстер был включен в состав первой сборной для участия в чемпионате мира, который проходил в Швеции и Дании.